# Piotr Abolimov
Piotr Fiodorovitch Abolimov (Пётр Фёдорович Аболимов) né le 3/16 août 1905 à Saint-Pétersbourg et mort le 22 septembre 1977 à Moscou (URSS) est un scénariste russe et soviétique, dramaturge, directeur de théâtre et librettiste de ballet. Il a été distingué comme travailleur des arts émérite de RSFSR en 1974.

## Biographie
Il reprend ses études à l'âge adulte, recevant son diplôme à l'âge de 45 ans du GITIS. Il est directeur du palais des Congrès du Kremlin. Il est directeur de 1971 à sa mort du grand cirque d'État de Moscou.
Abolimov est l'auteur de scénarios et de livrets de ballets:
- Docteur Aïbolit («Доктор Айболит»), d'Igor Morozov d'après le conte de  Korneï Tchoukovski (1947, théâtre d'opéra et de ballet de Novossibirsk),
- Le Cavalier d'airain («Медный всадник») (1949, théâtre Kirov),
- Mirandolina (1949, théâtre Bolchoï, en coll. avec Vladimir Varkovitski d'après La locandiera de Goldoni[4].),
- La Rive de l'amour («Берег счастья») d'Antonio Spadavecchia (1948, théâtre Stanislavski et Nemirovitch-Dantchenko),
- La Fée de la forêt («Лесная фея») d'Efimov d'après un conte de Maxime Gorki (1960, théâtre Stanislavski et Nemirovitch-Dantchenko),
- Le Sacre de la liberté («Сакта свободы») (1950, théâtre d'opéra et de ballet de Riga),
- Le Gaucher («Левша») de Boris Alexandrov d'après Leskov (1954, théâtre d'opéra et de ballet de Sverdlovsk, 1976, théâtre Kirov de Léningrad),
- Le Dernier Bal («Последний бал») de Iouri Birioukov (1961, théâtre d'opéra et de ballet de Tcheliabinsk),
- Les Fileurs d'or («Золотопряхи») d'Eugen Kapp (1956, en coll. avec L. Alvere, théâtre «Estonia»), etc.

Il est également l'auteur d'articles sur le ballet.
Il reçoit en 1976 l'ordre de l'Insigne d'honneur.
Il est enterré au nouveau cimetière Donskoï (1re division).